# 天神尾
天神尾（てんじんお）は、新潟県新潟市中央区の地名。現行行政地名は天神尾一丁目及び天神尾二丁目。住居表示実施済み区域。郵便番号は950-0905。

## 概要
信濃川下流右岸の自然堤防上に位置する、江戸期から1889年（明治22年）の新田名。天神尾新田の区域で、JR新潟駅南地区を構成する地域の一つ。

### 隣接する町字
北から東回り順に、以下の町字と隣接する。
- 幸町
- 水島町
- 天神
- 米山
- 堀之内南
- 堀之内
- 東幸町

## 歴史

### 分立した町字
1889年（明治22年）以後に、以下の町字が分立。
天神（てんじん）
1970年（昭和45年）の町名整理により、天神尾から分立。一丁目と二丁目から成る。

### 年表
- 1634年（寛永11年） - 開発[6]。
- 1889年（明治22年）4月1日 - 町村制施行にともなう合併により、鳥屋王（とやのお）村の大字となる。
- 1901年（明治34年）11月1日 - 鳥屋王村と女池村が合併し、鳥屋野村の大字となる。
- 1943年（昭和18年）5月3日 - 鳥屋野村が新潟市へ編入され、新潟市の大字となる。
- 1970年（昭和45年） - 町名整理により天神が分立。
- 1984年（昭和59年） - 住居表示施行され、現在の町名となった。
- 2007年（平成19年）4月1日 : 新潟市の政令指定都市移行により、中央区の町丁となる。

## 世帯数と人口
2018年（平成30年）1月31日現在の世帯数と人口は以下の通りである。
| 丁目         | 世帯数  | 人口    |
| ------------ | ------- | ------- |
| 天神尾一丁目 | 435世帯 | 693人   |
| 天神尾二丁目 | 380世帯 | 622人   |
| 計           | 815世帯 | 1,315人 |

## 小・中学校の学区
市立小・中学校に通う場合、学区は以下の通りとなる。
| 丁目         | 番地 | 小学校               | 中学校             |
| ------------ | ---- | -------------------- | ------------------ |
| 天神尾一丁目 | 全域 | 新潟市立南万代小学校 | 新潟市立宮浦中学校 |
| 天神尾二丁目 | 全域 | 新潟市立南万代小学校 | 新潟市立宮浦中学校 |

## 地域

### 一丁目
- 恵光学園第一幼稚園
- 有現会社幸せホーム
- ホンマ薬局天神尾店
- 本田内科医院
- サンダース・ベリー化粧品本間
- ジャパンネット
- ロイヤルハートクリニック

### 二丁目
- 菅原神社
- ニコニコレンタカー新潟駅南天神尾店
- くすりのコダマとやの店

## 交通
- 新潟市道南2-159号、新潟市道笹口紫竹山線（都市計画道路弁天線）
  - 国道8号（新潟バイパス）・弁天ICまで約5分
  - 国道7号・8号（新潟バイパス）、国道49号（亀田バイパス）・紫竹山ICまで約8分